# Piverone
Piverone là một đô thị ở tỉnh Torino trong vùng Piedmont, có vị trí cách khoảng 50 km về phía đông bắc của Torino, nước Ý. Tại thời điểm ngày 31 tháng 12 năm 2004, đô thị này có dân số 1.267 người và diện tích là 11,1 km².
Piverone giáp các đô thị: Palazzo Canavese, Zimone, Magnano, Albiano d'Ivrea, Azeglio, và Viverone.